# La Rulles Estivale
La Rulles Estivale is een Belgisch bier van hoge gisting.
Het bier wordt sinds 2005 gebrouwen in Brasserie Artisanale de Rulles te Rulles.
Het is een donkerblond bier met een alcoholpercentage van 5,2%. Dit bier werd gelanceerd ter gelegenheid van het vijfjarig bestaan van de brouwerij. Het bier is enkel verkrijgbaar in flessen van 75cl en op fust van 20 liter. De etiketten werden ontworpen door illustrator PaliX (Pierre-Alexandre Haquin).